# Aldi Talk (Deutschland)
Aldi Talk (Eigenschreibweise: ALDI TALK, alternativ: MEDIONmobile, ehemals ALDI TALK mit MEDIONmobile) ist ein Prepaid-Mobilfunktarif der Medion AG, welche als Vermittler auftritt und unter der Federführung von Aldi Nord und Aldi Süd vertrieben wird. Vertragspartner und Leistungserbringer in Deutschland ist die E-Plus Service GmbH zugehörig zur Telefónica Deutschland Holding. Im Jahr 2018 ging man von bis zu acht Millionen Kunden aus, was das Unternehmen als Marktführer der Mobilfunk-Discounter in Deutschland auszeichnet.

## Geschichte
Der Vertrieb wurde zunächst mit dem Namen yesss bei der Tochtergesellschaft Hofer in Österreich getestet. Nach guten Erfahrungen wurde das Angebot unter der Marke ALDI TALK mit MEDIONmobile im E-Plus-Netz am 7. Dezember 2005 in Deutschland gestartet. Durch die Aktion „Highspeed für Jedermann“ bei E-Plus war es möglich, mit der höchstmöglichen Geschwindigkeit im Mobilfunknetz zu surfen. Anders als damals marktüblich konnte ohne Aufpreis das zwischenzeitlich existente LTE-Netz genutzt werden, das vor allem in Ballungsräumen vorhanden war. Seit der Fusion der E-Plus-Gruppe mit Telefónica konnte mittels National Roaming auch das Netz von O2 mit genutzt werden, was Ende 2016 durch die endgültige Einstellung des Mobilfunknetz von E-Plus erstmals offiziell beworben wurde.
Zum elften Geburtstag der Marke im Jahr 2016 führte Aldi Talk einen eigenen Onlineshop auf seiner offiziellen Website ein. Neben den Tarifen wurde dieser um Smartphones und Tablets zum Verkauf erweitert.
Im Juli 2023 wurde das 5G-Netz von Telefónica für Aldi Talk als erster Mobilfunk-Discounter in Deutschland freigeschaltet.

## Starter Sets
Die von Aldi Talk mitgelieferten Pakete werden Aldi Talk Starter Sets genannt und sind in den Aldi-Filialen sowie online erhältlich. In diesen Startersets sind u. a. ein Info-Blatt mit der Telefon- und SIM-Kartennummer enthalten, sowie ein Formular für die Rufnummermitnahme und eines für die Registrierung des Startersets. Diese kann per Post- oder Videoidentverfahren durchgeführt werden. Auf dem erstgenannten Formular findet sich auch die SIM-Karte, die aus einer vorgeprägten Form wahlweise als Mini-, Micro- und Nano-SIM herausgebrochen werden kann. Unter dieser Karte sind die PIN- und PUK-Codes aufgeführt. Nebenbei wird eine Kurzanleitung und eine Tarifübersicht mitgeliefert. 
Die Nutzung der eSIM-Funktion ist aktuell (Stand Oktober 2024) für Neukunden nicht möglich bzw. wird nicht angeboten. Bestandskunden können eine eSIM als Ersatzkarte anfordern.

## Aufladung
Mit Bons über Beträge von 5, 15 und 30 Euro, lädt der Kunde sein Guthaben auf. Auch online sowie mit SEPA-Lastschriftmandat per automatischer Aufladung bei Unterschreitung einer bestimmten Guthabengrenze ist eine Aufladung möglich. Ebenfalls kann auch über E-Plus-Aufladekarten aufgeladen werden.
Nach eigenen Angaben sind die SIM-Karten ohne Aufladung insgesamt zwei Jahre (das „Maximale Aktivitätszeitfenster“) gültig. Wenn auch während der anschließenden Phase von zwei Monaten (die „passive Erreichbarkeit“) keine Aufladung erfolgt, wird die Karte unwiederbringlich und endgültig deaktiviert – eine erneute Freischaltung ist dann nicht mehr möglich, auch wird die Portierung der Nummer verweigert. Diese Fristen sind unabhängig vom bestehenden Guthaben, das nach erfolgter Abschaltung jedoch auf Antrag erstattet wird.

## Tarife
Anfangs wurden standardmäßige Telefonie-/SMS-Tarife zu vergünstigten Konditionen angeboten. Seit der gestiegenen Verbreitung von Smartphones, Tablets und Netbooks gibt es Flatrates für verschiedene Nutzungsarten der Kunden.
Im Mittelpunkt der Produktpalette stehen Kombi-Pakete, die Kontingente mit kostenfreien Telefonminuten und Internet-Datenvolumen enthalten. Alle buchbaren Tarife haben eine Laufzeit von 28 Tagen. Diese werden, sofern ausreichend Guthaben zur Verfügung steht, automatisch verlängert. Es besteht die Möglichkeit, diese Tarife zum Ablauf der Laufzeit per App, Website oder Konto-Hotline jederzeit anpassen oder kündigen zu können.
Daneben setzt ALDI mittlerweile auch auf Jahrespakete mit 365 Tagen Laufzeit. Diese werden aktionsweise zur Verfügung gestellt und immer direkt für ein Jahr bezahlt.
Seit der Einführung von Aldi Life Music powered by Napster ist es bei Aldi Talk möglich, übliche Flatrates mit Musik-Optionen zu buchen. Ein Beispiel ist das Musik Paket M mit einer Telefonie-/SMS-Flat inklusive, einem Datenvolumen von 2 Gigabyte und einem Zugang zu Aldi Life Music für unter 10 Euro pro vier Wochen.
Anfang des Jahres 2025 wurden die ersten "Unlimited"-Tarife, welche ohne Zusatzgebühren eine weitere Buchung von Datenvolumen ermöglicht, eingeführt.

## Rezeption und Kritik
- Nach einer Studie des Nachrichtenmagazins Focus und der Unternehmensberatung Forum! Mainz im Jahr 2017 erreichte Aldi Talk wiederholt den ersten Platz als Anbieter mit den zufriedensten Kunden.[11] Des Weiteren wurde die Marke 2018 von Handelsblatt und YouGov zum fünften Mal in Folge als Mobilfunkmarke des Jahres ausgezeichnet.[12] Im Jahr 2019 erzielte die Marke nach einer Umfrage von Deutsches Institut für Service-Qualität das Ergebnis der beliebteste Mobilfunkanbieter in Deutschland zu sein,[13] was bis in das Jahr 2021 wiederholt wurde.[14]
- Ende August 2017 wurde bekannt, dass viele anerkannte Flüchtlinge keine gekauften SIM-Karten aktivieren können. Flüchtlingshelfer aus Niedersachsen gaben dieses Problem an die Verbraucherzentrale weiter. Aldi Talk gab auf Nachfrage verschiedener Medien an, dass aufgrund der kleinen Schrift der Aufenthaltserlaubnis das Post- und Video-Ident-Verfahren diese nicht lesen könne. Der Verbraucherschutz riet zur Rückgabe der gekauften Produkte.[15]
- Im Mai 2019 gab das Landgericht Düsseldorf der Verbraucherzentrale Bundesverband mit seiner Klage gegen die E-Plus Service GmbH mit Aldi Talk Recht, dass die Klausel zwecks Verweigerung der Auszahlung von Prepaid-Guthaben ohne SIM-Rückgabe in ihren Allgemeinen Geschäftsbedingungen unwirksam ist (Az.: 12 O 264/18).[16]